# Marianne von Werefkin
Marianne von Werefkin (Tula, 10 settembre 1860 – Ascona, 6 febbraio 1938) è stata una pittrice espressionista russo-tedesca.

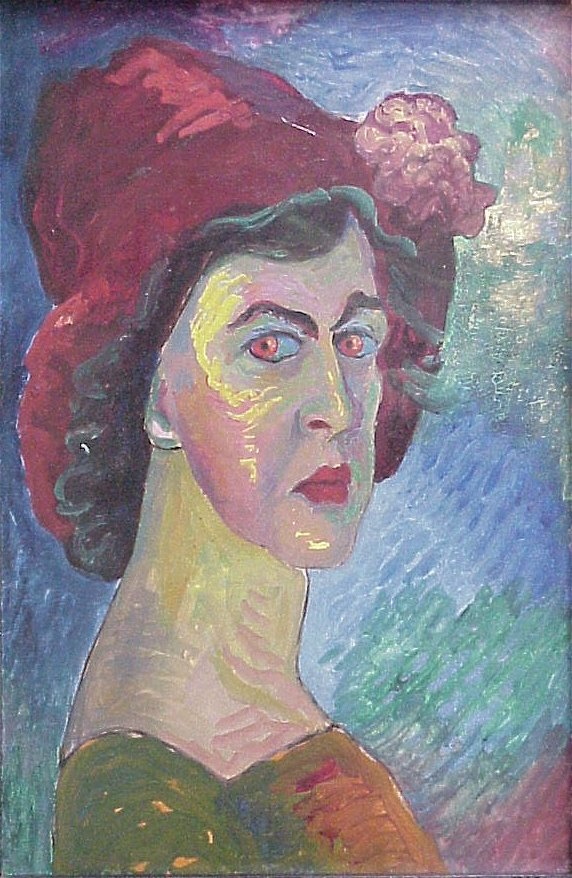
Autoritratto, ca. 1910, Städtische Galerie im Lenbachhaus, Monaco di Baviera

Figlia del Comandante del Reggimento di Ekaterinburg, nel 1880 va a studiare presso la bottega del pittore Ilya Repin, uno dei principali pittori realisti della Russia del tempo. Tuttavia la carriera della pittrice si interrompe nel 1888, quando si ferisce alla mano destra (con la quale dipingeva) in un incidente di caccia.
Nel 1892 Marianne von Werefkin conosce Alexej von Jawlensky, con il quale si trasferisce a Monaco di Baviera. Assieme abitano a Schwabing, il quartiere degli artisti di Monaco di Baviera. Il loro appartamento nella via Giselastrasse diventerà epicentro della Monaco creativa di quegli anni. Il salotto artistico per eccellenza. Lì si incontrarono pittori, scrittori, rivoluzionari, dandy, musicisti e filosofi. Da questo momento abbandona la pittura per circa dieci anni.
Nel 1907, la Werefkin dipinge le sue prime opere espressioniste, sotto l'influenza di Edvard Munch. Nel 1909, insieme a Jawlensky, aderisce alla Nuova Associazione degli Artisti di Monaco e, nel 1911, al nuovo gruppo Der Blaue Reiter fondato da Wassily Kandinsky, Franz Marc e Gabriele Münter.
Come Alexej von Jawlensky e Kandinskij, fu una seguace della Teosofia.
Con lo scoppio della prima guerra mondiale la pittrice si trasferisce ad Ascona, in Svizzera, dove nel 1924 fonda il gruppo "Großer Bär" (Orsa Maggiore).

## Biografia
Marianne von Werefkin nacque a Tula, in Russia, il 10 settembre 1860, in una famiglia aristocratica. Suo padre era il Comandante del Reggimento di Ekaterinburg, mentre sua madre, pittrice amatoriale, incoraggiò il suo talento artistico fin da giovane. A 14 anni, iniziò a studiare pittura sotto la guida del celebre pittore realista Ilya Repin, uno dei maggiori maestri della Russia dell'epoca. La sua formazione accademica fu seguita da un periodo di studi approfonditi, che culminarono con una serie di ritratti realistici, che le valsero la reputazione di "Rembrandt russo".
Nel 1888, un incidente di caccia le causò un grave infortunio alla mano destra, la quale però riuscì a riprendersi e a continuare a dipingere grazie a un particolare adattamento nell'uso della pennellata. Tuttavia, la sua carriera subì una battuta d'arresto a causa delle difficoltà legate alla sua condizione fisica.

## Trasferimento a Monaco e salotto artistico
Nel 1892, Marianne von Werefkin si trasferì a Monaco di Baviera insieme al pittore Alexej von Jawlensky, con cui intraprese una lunga relazione sia personale che artistica. A Monaco, il loro appartamento divenne il fulcro della scena culturale della città, un punto di incontro per artisti, filosofi, musicisti e intellettuali. Questo salotto artistico influenzò fortemente la nascita dell'espressionismo a Monaco e la formazione del gruppo Der Blaue Reiter (Il Cavaliere Azzurro), fondato da Wassily Kandinsky e Franz Marc nel 1911.
Per circa dieci anni, la Werefkin sospese la sua attività artistica, concentrandosi sullo sviluppo della carriera di Jawlensky. Durante questo periodo, tuttavia, elaborò una visione artistica innovativa, che si rifletteva nella sua ricerca di un'arte "emotiva", ispirata dalle teorie della Teosofia e dall'interesse per le arti visive come espressioni di emozioni universali e spirituali.

## L'evoluzione artistica e il movimento espressionista
Nel 1907, sotto l'influenza di artisti come Edvard Munch, Marianne von Werefkin tornò a dipingere, abbracciando l'espressionismo. Le sue opere di questo periodo si distinguono per l'uso audace del colore e delle forme, lontano dalle convenzioni realistiche, e per la ricerca di una pittura che potesse rappresentare non solo la realtà esterna, ma anche l'interiorità umana. Partecipò alla fondazione della Nuova Associazione degli Artisti di Monaco nel 1909 e, l'anno successivo, aderì al movimento Der Blaue Reiter, un gruppo di artisti che miravano a esprimere visioni spirituali e emotive attraverso l'arte astratta.

## La prima guerra mondiale e il trasferimento in Svizzera
Con l'inizio della Prima Guerra Mondiale, Marianne von Werefkin lasciò Monaco e si trasferì ad Ascona, in Svizzera, dove si stabilì definitivamente. Nella tranquillità della Svizzera, la Werefkin continuò a lavorare, fondando nel 1924 il gruppo Großer Bär (Orsa Maggiore), un'associazione di artisti che si dedicavano all'espressionismo e alla ricerca di nuove forme artistiche. Le sue opere di questo periodo riflettono una profonda connessione con la natura e l'ambiente circostante, in particolare con i paesaggi alpini, che diventarono uno dei temi principali delle sue creazioni.

## Riconoscimento
Nonostante il suo contributo significativo al movimento espressionista, il lavoro di Marianne von Werefkin rimase in gran parte oscurato dalla figura di Jawlensky e dalla predominanza di altri membri del Der Blaue Reiter. Tuttavia, con il passare degli anni, il suo lavoro è stato rivalutato e ha guadagnato crescente riconoscimento. Le sue opere sono state incluse in mostre importanti e sono oggetto di studio in mostre dedicate al movimento espressionista, come quella presso la Schirn Kunsthalle di Francoforte nel 2015.